# Аламовци
Аламовци е село в Южна България. То се намира в община Златоград, област Смолян.

## География
Село Аламовци се намира в планински район на около 10 км западно от общинския център Златоград. Близо до селото се намира ГКПП Златоград-Термес.

## История
Според Любомир Милетич към 1912 година населението на село Аламовци се състои от помаци.